# Shay Sweet
Pour les articles homonymes, voir Sweet.
Shay Sweet, née le 22 septembre 1978 à Fort Worth au Texas, est une actrice pornographique américaine.

## Biographie
Elle a tourné de très nombreuses scènes lesbiennes, mais aussi des scènes hétérosexuelles

## Distinctions
Récompenses
- 1998 AVN Award – Best Group Sex Scene, Video – Gluteus to the Maximus (avec Peter North, Alyssa Love, Holli Woods et Katie Gold)[1]

Nominations
- 2001 AVN Award - Best All-Girl Sex Scene, Film – Private Openings (avec Gina Ryder)
- 2001 AVN Award - Best All-Girl Sex Scene, Film – Watchers (avec Katja Kean)
- 2002 AVN Award - Best Tease Performance – Love Shack (avec Jezebelle Bond)

## Filmographie sélective
- 1996 : In Your Face
- 1997 : Gluteus to the Maximus
- 1997 : The Violation of Shay Sweet
- 1998 : Welcome to the Cathouse
- 1998 : University Coeds 7
- 1999 : Girl's Touch
- 1999 : All American Pie
- 2000 : Private Openings
- 2000 : Watchers
- 2000 : The 4 Finger Club 10
- 2001 : Love Shack
- 2001 : Briana Loves Jenna
- 2002 : Dude Where's My Dildo
- 2002 : My Dreams Of Shay
- 2003 : I Fucked Your Girlfriends
- 2003 : Private Schoolgirl Secrets 3
- 2004 : JKP All Latin 3
- 2004 : Ripe 18: Claudia Chase
- 2005 : Les' Be Friends
- 2005 : Revenge of the Dildos
- 2006 : More Bang for the Buckxxx
- 2007 : Pussy Treasure
- 2008 : Car Wash
- 2009 : Woman's Touch 1
- 2012 : Legendary Lesbians